# Брижит Бардо (судно)
«Брижит Бардо» — судно, принадлежащее обществу по охране природы Sea Shepherd Conservation Society. Используется как судно-перехватчик китобойных судов. Спущено на воду в 1998 году. 29 декабря 2011 года мировые СМИ опубликовали информацию о том что судно получило пробоину во время шторма.